# 蘭澤羅蒂山
74°50′S 71°33′W / 74.833°S 71.550°W
蘭澤羅蒂山（英語：Mount Lanzerotti）是南極洲的山峰，位於帕爾默地，屬於斯凱海冰原島峰的一部分，海拔高度約1,550米，該山峰現時由南極條約體系管理。